# Jesse F. Keeler
 (janvier 2018).
Si vous disposez d'ouvrages ou d'articles de référence ou si vous connaissez des sites web de qualité traitant du thème abordé ici, merci de compléter l'article en donnant les références utiles à sa vérifiabilité et en les liant à la section « Notes et références ».
Pour les articles homonymes, voir Keeler et JFK.
Jesse Frerick Keeler (également désigné sous les formes abrégées Jesse F. Keeler ou JFK), né le 11 novembre 1976 à Toronto, est un musicien canadien, connu pour être le bassiste du groupe Death From Above 1979 et plus récemment membre du duo électronique MSTRKRFT. Il a également son propre projet, intitulé Femme Fatale, avec lequel il a sorti 3 albums.
Jesse joue de la guitare, de la basse, du synthétiseur, des platines et de la batterie couramment. Il a démontré ses talents dans chacun de ses projets. Il est également chanteur, dans Femme Fatale ou comme chœurs dans Death From Above 1979. Il possède également son propre studio, du nom de son groupe, MSTRKRFT, situé à Toronto (Canada).
Bien que le succès de Keeler soit venu avec DFA79, il se concentre désormais sur MSTRKRFT. Dans une interview, il a déclaré : « La musique dance a toujours été ce que je voulais faire à la base ».
D'après une interview réalisée en juin 2006, Keeler a déclaré avoir été contacté pour jouer de la basse dans le groupe Queens of the Stone Age sur leur prochain album, et avoir accepté. Il ne souhaitait cependant pas participer à la tournée suivant cet album. Il a plus tard été révélé que Keeler ne prendrait pas part à la réalisation de l'album pour cause de conflits d'enregistrement.